# Dirce Funari
| Kattints az alábbi külső linkek egyikére! | Kattints az alábbi külső linkek egyikére! |
| ----------------------------------------- | ----------------------------------------- |
| Nem található szabad kép.(?)              |                                           |
| külső link · jogvédett                    | Képe a TMDB adatbázisban                  |

Dirce Funari, eredeti nevén Patrizia Funari (Róma, 1957. július 24. – ) olasz modell, táncosnő, film- és televíziós színésznő. Legismertebb szerepeit Joe D’Amato rendező erotikus, exploitation és horrorfilmjeiben játszotta. Az 1980-as évek elején felhagyott a filmszerepléssel, visszatért tanult szakmájához, a színházi sminkmesterséghez.

## Pályafutása
Tizenévesként a római Jacky O diszkó törzsvendége volt. Kiemelkedő tánctudására felfigyeltek, kapott néhány ajánlatot modellkedésre. Alig múlt 18 éves, megkapta első mozifilmes szerepét Paolo Poeti kezdő filmrendező első művében, az Inhibition című exploitation filmdrámában, ahol egy, a férfiaktól abuzált névtelen lányt játszott. E film egyik főszereplője Cicciolina volt (még Staller Ilona néven). Ugyanebben az évben Fernando Di Leo rendező bűnügyi témájú fekete komédiájában, az I padroni della città-ban névtelen utcalányt alakított.
Joe D’Amato filmrendező, az erotikus töltetű bűnügyi, exploitation témájú és szex-horror jellegű filmek specialistája, felfigyelt rá. Az Emmanuelle in America című 1977-es horrorfilmjében, mely a New York-i szexuális bűnözői világban játszódik, a rendező egy „snuff”-filmben meggyilkolt lány szerepét osztotta Funarira. Ez volt az első film, ahol Funari Laura Gemserrel játszott együtt. Ugyanebben az évben D’Amato Il ginecologo della mutua című szex-komédiájának több meztelen jelenetében is játszatta Funarit Marina Hedman, Lorraine De Selle, Isabella Biagini és Paola Senatore társaságában. D’Amato ezután már rendszeresen szerepeltette Funarit. A visszafogott és félénk alkatú lánynak szinte mindig meztelen jelenetekben kellett mutatkoznia. D’Amato 1977-es Suor Emanuelle című erotikus-misztikus thrillerében leszbikus szex-jelenetet csinált Monica Zanchival. Színész kollégáinak, George Eastmannek és Laura Gemsernek nyilatkozatai szerint a szende és diszkrét Funari viszolygott a szexuális tartalmú szerepléstől, szégyenérzetét legyűrve játszott. Hasonló szerepeket kapott D’Amato további „vér és hús” típusú Emanuelle-filmjeiben (Emanuelle – Perché violenza alle donne?; Emanuelle és az utolsó kannibálok). 1978-ban Alberto Cavallone rendezőtől megkapta első főszerepét a Blue Movie című, vitatott megítélésű horror-thrillerben. A film durva kifejezésmódja nagy félháborodást keltett. Az erőszakban és vérben bővelkedő forgatás Funarit fizikailag és pszichésen megviselte. Komolyan mérlegelte a filmezés teljes abbahagyását.
Közben sikeresen modellkedett. 1977 októberében aktfotója megjelent a Playmen magazin kihajtható középső poszterlapján. 1978 augusztusában a Playboy olasz kiadásának sztárja volt. A tánc mellett rendszeresen úszott, atletizált és lovagolt. 1980-ban a L’Espresso olasz kulturális magazin közölt vele fényképes interjút.
Rövid megingás után visszatért a filmezéshez. Giovanni Brusadori rendező 1978-as börtönfilmjében (Le evase - Storie di sesso e di violenze) Funari ismét szexuálisan kihasznált, abuzált nőt alakított, Lilli Carati és Ines Pellegrini mellett. Szerepelt Enzo Milioni rendező erotikus science-fiction filmjében, a Quello strano desiderióban, Marina Hedmannal. 1979-ben egy francia tévésorozatban, a Joséphine ou la comédie des ambitions-ban Élisa Bonaparte szerepét játszotta, Danièle Lebrun (Joséphine de Beauharnais) és Daniel Mesguich (Napóleon) társaságában. Ez volt Funari aktív pályájának egyetlen televíziós produkciója.
Az 1980-as évek elején újra összeállt D’Amatóval egy sor egzotikus horror-pornófilm készítéséhez (Hard Sensation; Porno Esotic Love; Egy erotikus éjszaka a zombikkal; Porno Holocaust). Ezeket a Dominikai Köztársaságban, trópusi őserdei környezetben forgatták, sok gyilkossággal és explicit szex-jelenetekkel. Laura Gemserhez és George Eastmanhez hasonlóan Funari is csak szimulált szexjelenetekben jelent meg, a hardcore képsorokat Annj Gorennel, Lucía Ramírezzel és Mark Shannonnal vették fel.
1983-ban még egy jelentősebb szerepet bevállalt: Cesare Canevari rendező Delitto carnale című erotikus thrillerében játszott, Marc Porel és Moana Pozzi társaságában. Ekkor már eldöntötte, hogy felhagy a filmezéssel. 1985-ben bejelentette, hogy elege van abból, hogy csak meztelen szerepekre használják. Visszatért eredetileg választott foglalkozásához, a sminkmesterséghez. Csendben átrendezte az életét, folytatta tanulmányait, diplomát szerzett képzőművészetből. Sminkesként kezdett dolgozni színházakban és a RAI stúdiójában. Férjhez ment, egy ideig a Patrizia Stochetto nevet használta, de rövidesen elvált férjétől. „Rangrejtve” élt Róma egy csendes kerületében, majd végleges szándékkal a Kanári-szigetek egyikére, La Gomerára költözött. Színésznői múltját nem tagadta meg, de átélt tapasztalatairól nem szívesen nyilatkozik. Beszélt tervéről, hogy egy parapszichológiáról szóló filmet szeretne egyszer készíteni. 2009-es információ szerint jógaoktatóként dolgozik, személyes és internetes tanfolyamokat is tart.

## Főbb filmszerepei
- 1976: Inhibition; névtelen lány
- 1976: I padroni della città; lány az utcán
- 1976: L’ultima volta; leszbikus nő
- 1977: Emanuelle in America; meggyilkolt nő
- 1977: Il ginecologo della mutua (Ladies’ Doctor); Mimi
- 1977: Suor Emanuelle (Sister Emanuelle); mostohaanya
- 1977: Emanuelle – Perché violenza alle donne? (Emanuelle Around the World); név nélkül
- 1977: Emanuelle és az utolsó kannibálok (Emanuelle e gli ultimi cannibali); kannibálnő
- 1977: I peccati di una giovane moglie di campagna (The Sins of a Young Country Wife); Diana
- 1978: Blue Movie; Silvia
- 1978: Le evase – Storie di sesso e di violenze (Escape from Women’s Prison); Claudine
- 1978: Starcrash; amazonnő
- 1979: Midnight Blue; Silvia
- 1979: Un’ombra nell’ombra (Ring of Darkness); névtelen lány
- 1979: Joséphine ou la comédie des ambitions; tévé-minisorozat; Élisa Bonaparte
- 1980: Quello strano desiderio; névtelen lány
- 1980: Porno Esotic Love (Exotic Love / Emmanuelle à Tahiti); Elizabeth
- 1980: Egy erotikus éjszaka a zombikkal (Le notti erotiche dei morti viventi / Erotic Nights of the Living Dead); Fiona[5]
- 1980: Hard Sensation (Vizi di una cameriera tuttofare); Corinne Jacquard
- 1981: Porno Holocaust; Dr. Simone Keller
- 1983: Delitto carnale (Killing of  the Flesh); Luisa
- 1983 Il cavaliere, la morte, il diavolo; névtelen szerep  (rend de Beppe Cino)

## Fotós megjelenései
- 1977. október: Playmen, olasz kiadás; Dirce, la Playgirl di ottobre; (középső, kihajtható poszter). Fotós: Franco Marocco.
- 1977. november: Playmen, olasz kiadás; fotósorozat
- 1978. augusztus: Playboy, olasz kiadás; La maga Dirce; Funari A hónap Playmate-je; Grace Jones-szal a címlapon. Fotós: Roberto Rocchi.
- 1978: Playboy, olasz kiadás, 1979-es naptár, Funari a májusi naptárlapon.
- 1980: L’Espresso, Olaszország, fotósorozat, interjú.
- 1980 : Playboy, olasz kiadás, 1981-es naptár.